# Microrregión de Natal
La microrregión de Natal es una de las diecinueve microrregiones del estado brasileño del Río Grande del Norte perteneciente a la mesorregión Este Potiguar. Con un área de 416,165 km², equivalente a casi el 1% del área del estado. Su población fue estimada en 2006 por el IBGE en 982.946 habitantes.

## Municipios
- Extremoz
- Natal (Río Grande del Norte)
- Parnamirim (Río Grande del Norte)